# Cantó d'Hirsingue
El cantó de Hirsingue (alsacià kanton Hirsinge) és una divisió administrativa francesa situat al departament de l'Alt Rin i a la regió del Gran Est.

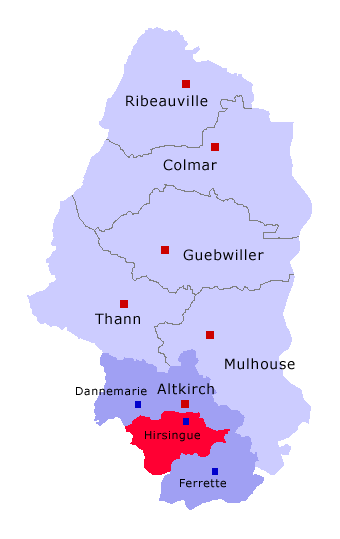
representació del cantó de Hirsingue al districte d'Altkirch i al departament de l'Alt Rin

## Composició
El cantó aplega 24 comunes :
| Nom alsacià | Nom francès        | Nom alemany   |
| Batterf     | Bettendorf         | Bettendorf    |
| Beesel      | Bisel              | Bisel         |
| Falbe       | Feldbach           | Feldbach      |
| Fíllere     | Fülleren           | Fülleren      |
| Friese      | Friesen            | Friesen       |
| Granzínge   | Grentzingen        | Grenzingen    |
| Haimersdorf | Heimersdorf        | Heimersdorf   |
| Haiflínge   | Henflingen         | Henflingen    |
| Haiflínge   | Hindlingen         | Hindlingen    |
| Hírsinge    | Hirsingue          | Hirsingen     |
| Hírzbàch    | Hirtzbach          | Hirzbach      |
| Íwerstrooss | Ueberstrass        | Überstrass    |
| Làrgítze    | Largitzen          | Largizen      |
| Merze       | Mertzen            | Merzen        |
| Needersept  | Seppois-le-Bas     | Niedersept    |
| Oberdorf    | Oberdorf (Alt Rin) | Oberdorf      |
| Owersept    | Seppois-le-Haut    | Obersept      |
| Pfatterhüse | Pfetterhouse       | Pfetterhausen |
| Riespe      | Riespach           | Riespach      |
| Rüederbàch  | Ruederbach         | Rüderbach     |
| Sant Üelri  | Saint-Ulrich       | Sankt Ulrich  |
| Staiselz    | Steinsoultz        | Steinsulz     |
| Strueth     | Strueth            | Strüth        |
| Wàldighofe  | Waldighofen        | Waldighofen   |

## Conseller general de l'Alt Rin
- 2008-2014: Armand Reinhard
- 2001-2008: Francis Demuth